# Agrobate à dos brun
Espèce
Statut de conservation UICN

 LC  : Préoccupation mineure
L'Agrobate à dos brun (Cercotrichas hartlaubi, anciennement Erythropygia hartlaubi) est une petite espèce de passereaux de la famille des Muscicapidae.

## Répartition
Cette espèce vit en Angola, au Burundi, au Cameroun, en République centrafricaine, en République Démocratique du Congo, au Kenya, au Nigeria, en Ouganda, au Rwanda et en Tanzanie.

## Habitat
Son cadre naturel de vie est la savane humide.         

## Taxonomie
S'appuyant sur diverses études phylogéniques, le Congrès ornithologique international (classification version 4.1, 2014) déplace cette espèce, alors placée dans le genre Erythropygia, dans le genre Cercotrichas.

### Synonyme
- Erythropygia hartlaubi